# Distritos da Serra Leoa

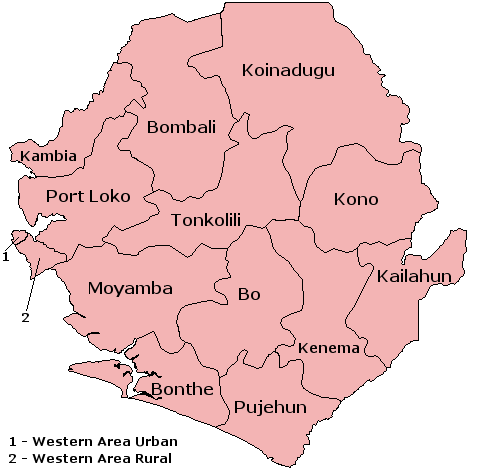
Distritos da Serra Leoa

As províncias da Serra Leoa estão divididas em 14 distritos:
Eastern (Província no Leste):
- Kailahun
- Kenema
- Kono

Nothern (Província do Norte):
- Bombali
- Kambia
- Koinadugu
- Port Loko
- Tonkolili

Southern (Província do Sul):
- Bo
- Bonthe
- Moyamba
- Pujehun

Western Area (Área do Oeste) (1):
- West Area Urban (2)
- West Area Rural (2)

(1) Área com status de província

(2) Áreas com status de distritos